# Sobáčov
Sobáčov – wieś, część gminy Mladeč, położona w kraju ołomunieckim, w powiecie Ołomuniec, w Czechach.